# Park Narodowy Pukaskwa
Park Narodowy Pukaskwa (ang. Pukaskwa National Park, fr. Parc national Pukaskwa) – park narodowy położony w północnej części prowincji Ontario w Kanadzie. Został utworzony w 1971 na obszarze o powierzchni 1878 km². Nazwa parku pochodzi od rzeki Pukaswka. Najwyższym szczytem parku jest szczyt Tip Top Mountain, będący jednocześnie trzecim co wysokości szczytem w prowincji Ontario.

## Fauna
Na terenie Parku Narodowego Pukaskwa występuje wiele dzikich gatunków zwierząt, wśród których można wymienić: łosia, baribala, rysia kanadyjsiego, wilka. Ponadto na terenie parku występuje mała populacja reniferów.

## Turystyka
W północnej części parku znajduje się kemping. Dojazd do niego możliwy drogą Ontario provincial highway 627.